# گوسفند بربری
گوسفند بربری (نام علمی: Ammotragus lervia) نام یک گونه از تیره گاوسانان است.